# Banda S

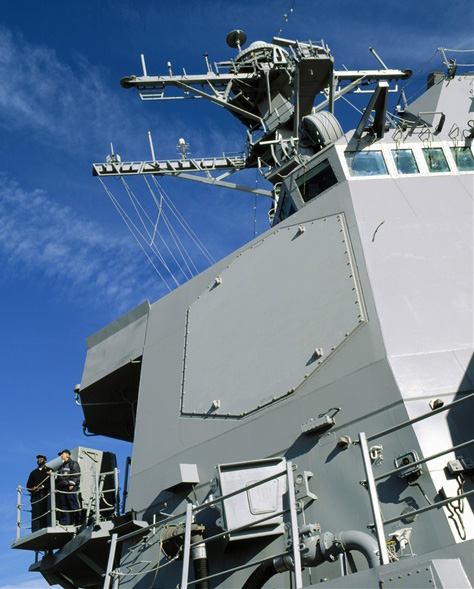
Imagem da Banda S

A Banda S engloba frequências que vão de 2,0 a 4,0 GHz, encobrindo as frequências de UHF e de SHF até a 3,0 GHz. Fazem parte do grupo de ondas denominadas de microondas do espectro eletromagnético.
A Banda S é utilizada pelos radares meteorológicos e por alguns satélites de comunicação.
Os satélites CBERS-1 e CBERS-2 fazem parte do Sistema Brasileiro de Coleta de Dados Ambientais, utilizam a Banda S, como uma das frequências de transmissão de dados. A sigla CBERS significa China-Brazil Earth-Resources Satellite.
A ANATEL - Agência Nacional de Telecomunicações é a responsável pela normalização da Banda S no Brasil, enquanto em Portugal a ANACOM é a sua responsável.